# Axiodes fortilimbata
Axiodes fortilimbata là một loài bướm đêm trong họ Geometridae.